# Segeltorps IF
Segeltorps IF är en idrottsförening i Segeltorp i Huddinge kommun. Klubben är verksam inom fotboll, ishockey och innebandy.
Mest känd är föreningen för sitt damhockeylag som fanns 2003 - 2015 och blev svenska mästare tre gånger. 2007 gick man till final men förlorade mot AIK med 1-2. Säsongen 2007/2008 vann man SM-finalen mot AIK med 2-5. Säsongen 2008/2009 var man återigen i final mot AIK, men förlorade med 0-5. Säsongen 2009/2010 blev man återigen svenska mästare, denna gång slog man Brynäs IF med 6-0. Säsongen 2010/2011 slog man Brynäs i finalen ännu en gång, denna gång med 2-1 i övertid.. 2014 faller man ur Riksserien ner i division 1 och redan året därpå läggs laget ner.
Föreningen har också ett herrlag som pendlat mellan division 2 och 4, men inför säsongen 2018/2019 kvalificerade man sig för Hockeyettan.
Herrlaget i ishockey är det första som belagts i seriespel i Huddinge kommun, redan under 1930-talet, och man var kommunens bästa ishockeylag fram till säsongen 1950/51, då Huddinge IK nådde samma division och vann den serien obesegrade efter 5-0 i det inbördes mötet. Lagen skulle inte komma att mötas igen i seriespel förrän i HockeyEttan 2018/19, då båda tog sig till kvalspel till HockeyAllsvenskan.
I fotboll spelar herrlaget i Div 3 och damerna i Div 1. Ungdomssektionen har ett 40-tal aktiva lag. Segeltorps IF håller till på idrottsplatsen Segeltorps IP.

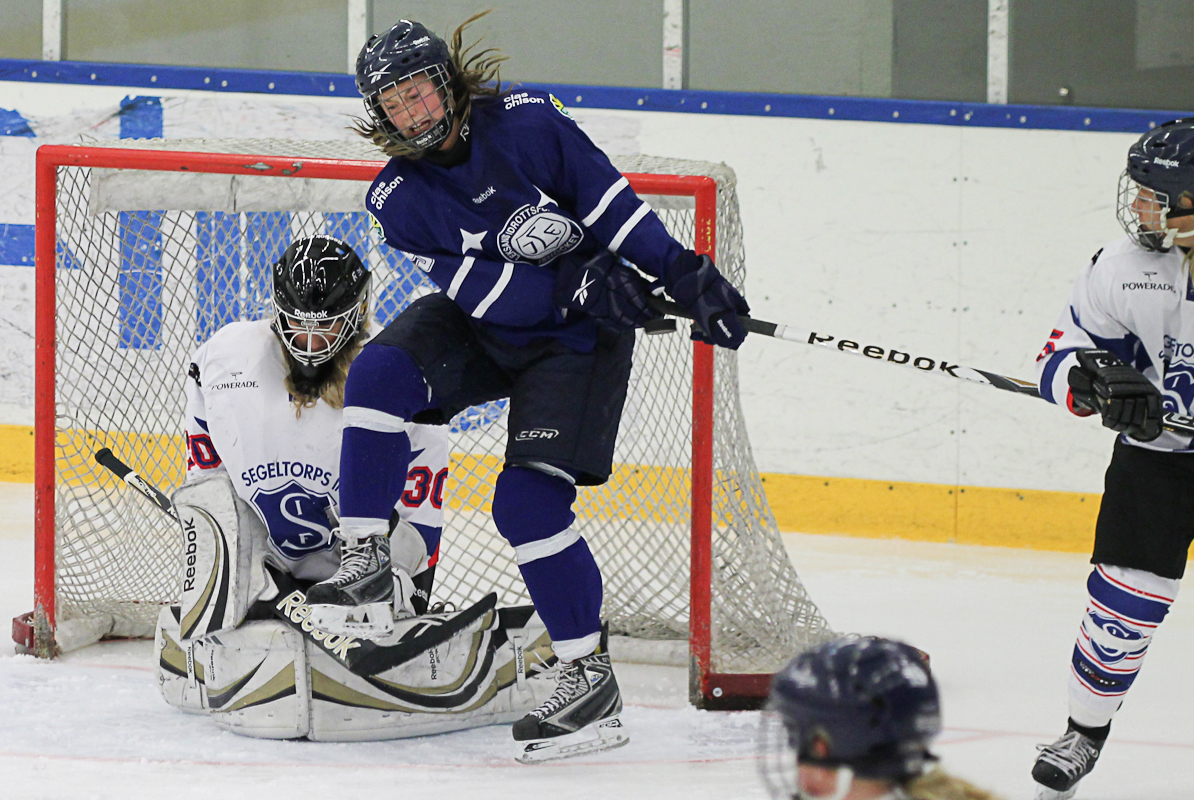
Segeltorp i kamp med Leksand 31 oktober 2010

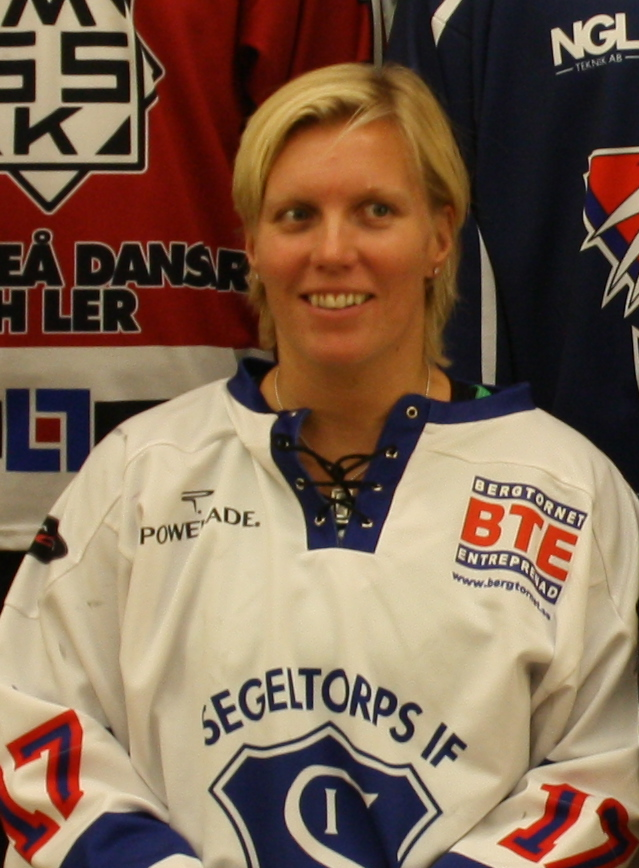
Ylva Lindberg, tränare för Segeltorp i Riksserien 2011

## Säsonger
| Säsong    | Division          | Placering | Vårserie        | Playoff/Kval                                      |
| --------- | ----------------- | --------- | --------------- | ------------------------------------------------- |
| 2018/2019 | Hockeyettan Östra | 7         | 1:a i Vårettan  | Playoff: Besegrar Kalix, utslagna av Kristianstad |
| 2019/2020 | Hockeyettan Östra | 11        | 4:a i Vårettan  |                                                   |
| 2020/2021 | Hockeyettan Östra | 11        | 5:a i Vårettan  | 2:a i kvalserien                                  |
| 2021/2022 | Hockeyettan Östra | 10        | 10:a i Vårettan | 1:a i kvalserien                                  |
| 2022/2023 | Hockeyettan Östra | 10        | 8:a i Vårettan  |                                                   |
| 2023/2024 | Hockeyettan Östra | 10        | 9:a i Vårettan  | 4:a i kvalserien, nerflyttade                     |
| 2024/2025 | Hockeytvåan       |           |                 |                                                   |